# Endes Miklós
Csíkszentsimoni Endes Miklós (Székelyudvarhely, 1872. augusztus 2. – Budapest 1945. szeptember 26.) jogtudós, történetíró, címzetes kúriai bíró.

## Életpályája
Csíkszentsimoni Endes Kálmán és csíkmadéfalvi Istvánfi Jozefin gyermekeként született. A székelyek múltját, őstörténetét, Csík vármegye történetét, valamint családtörténetet kutatott. Írásai megmaradtak az Országos Széchényi Könyvtár kézirattárában és szabadon kutathatók. 
Aktív közéleti tevékenységet folytatott, alapítója a Genealógiai Füzeteknek, az Erdélyi Múzeum Egyesület Jogi és Társadalomtudományi Osztályának, az Erdélyi Pártfogó Egyesületnek, valamint vezetője volt a Hargitaváralja jelképes székely községnek. Munkássága során rengeteg tanulmányát adta elő és több könyve jelent meg.

## Kiadott művei
- Erdély három nemzete és négy vallása autonómiájának története. Budapest, 1935
- Csík-, Gyergyó-, Kászon-székek Csík vármegye földjének és népének története 1918-ig. Budapest, 1938